# Solea senegalensis
A Solea senegalensis a csontos halak (Osteichthyes) főosztályának a sugarasúszójú halak (Actinopterygii) osztályába, ezen belül a lepényhalalakúak (Pleuronectiformes) rendjébe és a nyelvhalfélék (Soleidae) családjába tartozó faj.

## Előfordulása
A Solea senegalensis elterjedési területe az Atlanti-óceán keleti része, Dél-Franciaországtól Nyugat-Afrikáig.

## Megjelenése
Ez a halfaj általában 45 centiméter hosszú, de akár 60 centiméteresre is megnőhet. A hátúszója és a hasúszója, a faroknál összeér. Az oldalvonal, kiemelkedik a testből. Az alsó felén levő orrlyuk, körülbelül fele nagyságú a szem átmérőjének. A felső felén levő mellúszón, fekete folt van. A hal alsó fele, fehéres színű.

## Életmódja
A Solea senegalensis tengeri, fenéklakó halfaj. 12-65 méteres mélységben tartózkodik. A homokos és iszapos élőhelyeket kedveli. A 100 méter mélységű brakkvízekbe is beúszik. Tápláléka főleg fenéklakó gerinctelenekből áll, például: soksertéjűek és kagylók lárváiból. Ezek mellett kisebb rákokat is eszik.

## Szaporodása
Az ivarérettséget 30 centiméteresen éri el. Az ívási időszak március - június között van.

## Felhasználása
Ipari mértékű halászata folyik. A tenyésztésével kísérleteznek.